# Iwan Koszkin
Iwan Aleksiejewicz Koszkin, ros. Иван Алексеевич Кошкин (ur. 1 stycznia 1895 r. we wsi Zajmiszcze w rejonie Wiatki w Rosji, zm. 16 września 1980 r. w Nowym Jorku) – radziecki, a następnie emigracyjny ekonomista i demograf, wykładowca akademicki, doktor nauk ekonomicznych, publicysta, członek Komitetu Wyzwolenia Narodów Rosji pod koniec II wojny światowej

## Życiorys
Od 1907 r. mieszkał w Ufie. Pracował w fabryce jako uczeń-robotnik, a następnie w kantorze jako pisarz. Następnie przyjechał do Kurgana, gdzie znalazł pracę jako kadrowiec w zakładach lnianych. Potem zajął się handlem żelazem. W 1911 r. przeszedł handlowe kursy buchalteryjne, po czym pracował jako buchalter, a następnie główny buchalter w związku syberyjskich drobnotowarowych kupców. W 1915 r. ukończył eksternistycznie gimnazjum w Kurganie. W 1916 r. został zmobilizowany do armii rosyjskiej. W tym samym roku ukończył szkołę młodszych oficerów w Czistopolu. Brał udział w I wojnie światowej. Walczył krótko na froncie kaukaskim, a następnie zachodnim. Po demobilizacji powrócił w 1917 r. do Kurgana, gdzie ponownie został buchalterem w urzędzie miejskim. Pod koniec 1917 r. wstąpił do wojsk białych adm. Aleksandra W. Kołczaka, zostając oficerem. Po krótkiej służbie przyjechał do Tomska, gdzie podjął pracę w komitecie miejskim. Jednocześnie studiował na historyczno-filozoficznym wydziale miejscowego uniwersytetu.
Po zajęciu miasta przez bolszewików został w maju 1920 r. aresztowany i osadzony w obozie koncentracyjnym w Omsku. W październiku tego roku został przewieziony do Moskwy, a stamtąd do Piotrogradu, gdzie trafił do więzienia. Po miesiącu został jednak uwolniony. Znowu został buchalterem w centralnym punkcie kwarantannym. Następnie objął funkcję zastępcy przewodniczącego Syberyjskiego Krajowego Związku Stowarzyszeń Konsumenckich, a potem głównego buchaltera i zastępcy przewodniczącego leningradzkiego kantoru obwodowego "Masłocentr". W 1921 r. ponownie na krótko aresztowano go, ale wkrótce wypuszczono na wolność jako nie zagrażającego władzy sowieckiej. W 1924 r. został docentem w Leningradzkim Instytucie Gospodarki Narodowej im. Engelsa. Jako praktyk w buchalterii nie musiał mieć dyplomu wyższych studiów. Od 1927 r. był docentem wydziału prawa sowieckiego Leningradzkiego Uniwersytetu Państwowego. Jednocześnie wykładał we Wszechzwiązkowej Akademii Spółdzielczości. W 1930 r. został wykładowcą, od 1935 r. z tytułem profesora, Leningradzkiego Instytutu Sowieckiego Handlu im. Engelsa. Od 1936 r. był profesorem Leningradzkiego Instytutu Finansowo-Ekonomicznego. Jednocześnie w 1937 r. został profesorem Moskiewskiego Instytutu Sowieckiego Handlu Spółdzielczego. Przewodniczył też sekcji planowania w Leningradzkim Naukowym Instytucie Spółdzielczym. W 1940 r. objął funkcję dziekana wydziału finansowego Leningradzkiego Instytutu Finansowo-Ekonomicznego z tytułem doktora nauk ekonomicznych, zaś w 1941 r. – zastępcy ds. naukowych dyrektora Instytutu. Przez cały sowiecki okres kariery naukowej napisał ponad 60 prac z dziedziny ekonomii, które były bardzo cenione w środowisku sowieckich ekonomistów. Wiosną 1942 r. Iwan A. Koszkin ewakuował się wraz z pozostałym personelem Leningradzkiego Instytutu Finansowo-Ekonomicznego do miasta Jessentuki na północnym Kaukazie, gdzie objął funkcję pełniącego obowiązki dyrektora Instytutu.
Po zajęciu miasta przez wojska niemieckie w sierpniu 1942 r., podjął kolaborację z okupantami. Jego córka wyszła za mąż za niemieckiego oficera. W grudniu tego roku wyjechał z miasta wraz z wycofującymi się Niemcami i przyjechał do Berlina, gdzie pracował w fabryce. Jednocześnie przystąpił do Rosyjskiego Ruchu Wyzwoleńczego gen. Andrieja A. Własowa. Pod koniec 1944 r. wszedł w skład Komitetu Wyzwolenia Narodów Rosji (KONR). Na pocz. 1945 r. wyjechał do zachodnich Niemczech zajętych przez wojska amerykańskie. Po zakończeniu wojny Amerykanie odesłali go do sowieckiego obozu repatriacyjnego, skąd zbiegł. Ponownie internowany przez Amerykanów, tym razem nie został wydany Sowietom.
W 1949 r. wyjechał do USA. Początkowo pracował jako pakowacz w fabryce. Od 1951 r. działał w Narodowym Związku Pracujących (NTS). Uczestniczył w różnych seminariach i spotkaniach o charakterze antysowieckim, na których występował z odczytami i wykładami. Pisał artykuły publikowane w piśmie "Posiew" i innych. W latach 60. opublikował też pod nazwiskiem Kurganow szereg prac sowietologicznych, głównie o charakterze demograficznym. Z wyliczonych przez niego danych demograficznych korzystał m.in. Aleksandr I. Sołżenicyn. W 1963 r. opublikował w piśmie "Mosty" głośny artykuł "Socyalisticzeskije gosudarstwa i nacyonał-kommunizm".